# Khasekhemwy
Khasekhemwy (även stavat Chasechemui) var den sista faraonen under Egyptens andra dynasti och härskade omkring 2740 f.Kr.
Khasekhemwy tycks ha gjort slut på den period av oroligheter som varat under hans föregångare sedan farao Ninetjers död. De båda gudarna Horus och Seth gavs lika ställning i landet. Därmed lade han till ett pluralsuffix wy till sitt namn Khasekhem för att inkludera de "två makterna". Hans gravmonument uppfördes i Sakkara och Abydos och kungen lät även uppföra kultbyggnader i staden Nekhen. Där återfanns även en inskription som berättar hur han besegrat norra Egypten och tagit 47 207 fångar.
Återförenandet av Nedre och Övre Egypten efter en period av politisk oro lade grunden för en 500 år lång stabil period som kallas Gamla riket. Därför är Khasekhemwys regeringstid av särskilt intresse.

## Namn och identitet
Huvudsakligen två varianter på hans namn har hittats skrivna i sen serekh: "Khasekhem" och "Khasekhemwy". Det förmodas att han bara härskade i Övre Egypten från början och var känd under namnet "Hor-Khasekhem". Efter att ha besegrat Nedre Egypten tog han namnet "Hor-Khasekhemwy" som anspelar på de två ländernas återförenade och hans legitima makt över dem.
Hans så kallade "fredsnamn" Khasekhemwy Netjeruhetepimef (Kröningen av de två makterna, de två gudarna är nöjda) är unikt och innehåller inte bara horus-falken sittande på den sedvanliga serekhen utan även Set-sjakalen. Detta var antagligen för att blidka Peribsen anhängare, som använde Set istället för Horus på sin serekh. Efter Khasekhemwys död användes Set inte längre i hans horusnamn.
Ett annat av hans namn som är föremål för mer intensiv forskning kan ses i Turinpapyrusen och Sakkaratabletten. Detta syftar på hans födelsenamn 'Bebeti. Ledande egyptologer är övertygade att detta är en feltolkning av skriftlärda under 19:e dynastin som försökte fastställa Khasekhemwys födelsenamn. Detta påverkade även namnet "Djadjai" som återfinns på Abydoslistan och är hieroglyfiskt liknande.

## Familj
Khasekhemwy var troligen besläktad med Peribsen och Sekhemib, men hur är osäkert. En föråldrad teori sade att Khasekhemwy var identisk med Peribsen, men eftersom bådas gravar har hittats i Peqer vid Abydos är detta inte längre troligt.
Khasekhemwy var gift med Nimaathapi, en prinsessa som eventuellt kom från Nedre Egypten och var mor till Djoser. Sanakht var troligen också en son till Khasekhemwy eftersom han troligen hade flera söner, men egyptologer är oense om deras identiteter.

## Regeringstid
Khasekhemwys "fredsnamn" ansågs förr vara en gest till Peribsen som besegrades efter ett inbördeskrig baserat på olika religionsåsikter eftersom Peribsen tillbad Set istället för Horus.
Idag anses det att ett inbördeskrig aldrig inträffade, utan oroligheterna var begränsade till Nedre Egypten. Möjligen vägrade mindre furstar ge upp makten de fått under Ninetjers uppdelning av riket och Khasekhemwy tvingades använda militär för att genomdriva enandet av riket. Dessutom så är både Khasekhemwy och Peribsen begravda på samma nekropol och Sekhemib var begravd innan Khasekhemwy ens kom till makten.
Efter enandet av riket byggde Khasekhemwy i dåvarande huvudstaden Nekhen flera monument tillägnat "krongudinnan" Nekhbet. Detta relaterade till traditionen med de två ländernas enande och förband således honom med de gamla kungarna.
En inskription från året Khasekhemwy övertog makten berättar om 47 209 stupade rebeller från krigsaktionerna. Memfis i Nedre Egypten tvingades betala tribut i åtminstone 18 år. Det betvingade giftermålet med prinsessan Niimaathapi bekräftade Khasekhemwys slutliga seger.
En viktig källa är Palermostenen (ett fragment av de kungliga annalerna) som innehåller sju års händelser:
| År | Evenemang                                                                                             |
| -- | --- |
| 13 | Horuseskort; 6:e räkningen                                                                            |
| 14 | Utseende av kungen av Övre Egypten, Utseende av kungen av Nedre Egypten; resandet av Menmeret-stenen. |
| 15 | Horuseskort; 7:e räkningen                                                                            |
| 16 | Bygger koppar-statyn Hög är Khasekhemwy                                                               |
| 17 | Horuseskort; 8:e räkningen av guld och fält                                                           |
| 18 | 4. Tillverkning av Dua-Djefa (hyllning) väggarna; varvsindustri                                       |
| 19 | Död: 23 eller 25 Akhet II.                                                                            |

Trots uppgifterna på stenen är det osäkert hur länge Khasekhemyw regerade. Enligt Palermostenens år 13–19 ovan pekar på en regeringstid på minst 20 år. Turinpapyrusen anger 27 år, 2 månader och 1 dag. Han ska ha blivit minst 40 år gammal.

## Grav
Begravd i grav V i nekropolen Peqer vid Abydos. Den är den största konstruktionen där och är 70 × 17 m och är omgiven 54 mindre kammare och en tunn yttervägg.

## Efterträdare
Efter Khasekhemwy på Palermostenen följer troligen Djoser även om namnet inte kan läsas. På senare listor över kungar nämns Nebka som hans efterträdare. I Khasekhemwys grav hittades sigillavtryck från Djoser som visar att det var han som skötte begravningen och därmed var dennes efterträdare. De senare listorna över kungar kan ha misstagit sig när det gäller Nebka.
Det är osäkert om Manethos pretendenter Sesochris och Cheneres kan identifieras med Khasekhemwy eftersom det inte kan härledas varifrån Manethos namn kommer, varken fonetiskt eller bildligt.

## Titulatur
| Företrädare Neferkasokar | Kung av Egypten 2:a dynastin | Efterträdare Nebka |